# Рольбик
Рольбик (пол. Rolbik) — село в Польщі, у гміні Бруси Хойницького повіту Поморського воєводства.
Населення — 149 осіб (2011).
У 1975-1998 роках село належало до Бидгощського воєводства.

## Демографія
Демографічна структура станом на 31 березня 2011 року:
|          | Загалом | Допрацездатний вік | Працездатний вік | Постпрацездатний вік |
| -------- | ------- | ------------------ | ---------------- | -------------------- |
| Чоловіки | 78      | 20                 | 47               | 11                   |
| Жінки    | 71      | 26                 | 30               | 15                   |
| Разом    | 149     | 46                 | 77               | 26                   |